# Jean Arthur

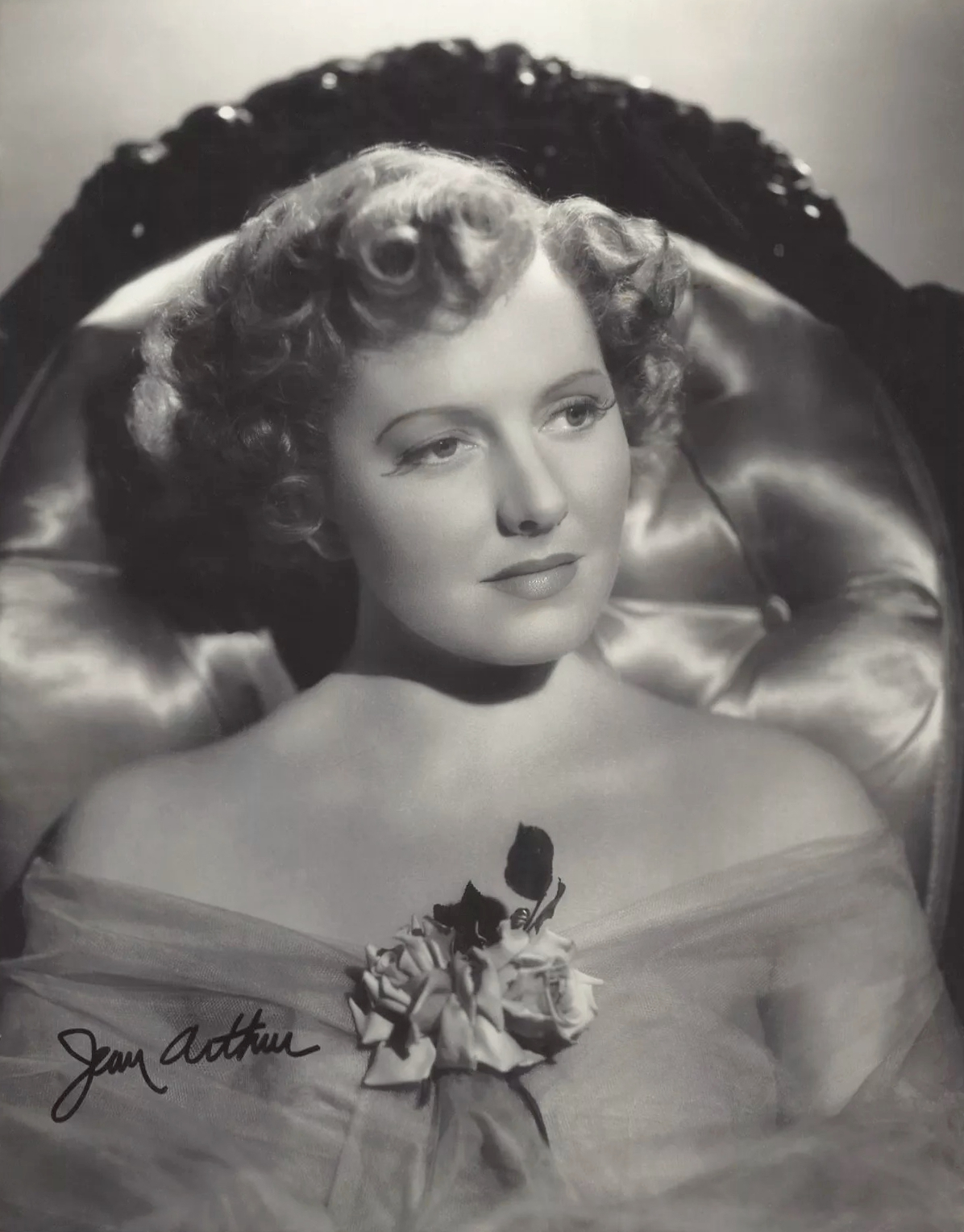
Jean Arthur

Jean Arthur (* 17. Oktober 1900 in Plattsburgh, New York, als Gladys Georgianna Greene; † 19. Juni 1991 in Carmel, Kalifornien) war eine US-amerikanische Schauspielerin. Sie zählte in den 1930er- und 1940er-Jahren zu den beliebtesten Komödiantinnen Hollywoods und trat in zahlreichen Screwball-Komödien auf. Jean Arthur verkörperte vor allem unabhängige und schlagfertige Frauen.

## Leben
Jean Arthur hieß gebürtig Gladys Georgianna Greene und war die Tochter eines Fotografen. Ihren Künstlernamen Jean Arthur wählte sie in Anlehnung an Jeanne d’Arc und König Artus (King Arthur). Sie wuchs im New Yorker Stadtteil Washington Heights auf und begann in jungen Jahren, als Fotomodell zu arbeiten. Hierbei wurde sie für die Filmindustrie entdeckt und von der Fox Film Corporation unter Vertrag genommen. Sie gab ihr Leinwanddebüt in John Fords Stummfilm Der feindliche Gast von 1923. Ihre Filmkarriere erhielt jedoch noch im selben Jahr einen Dämpfer, als sie in der Hauptrolle von Temple of Venus durch Mary Philbin ersetzt wurde. Im Verlauf der 1920er-Jahre spielte sie in vielen Kurzfilm-Komödien, Western und Melodramen, allerdings zunächst ohne den großen Durchbruch zu schaffen.
Aufgrund ihrer einprägsamen, etwas heiseren Stimme wurde sie bei Paramount Pictures eine gefragte Nebendarstellerin im frühen Tonfilm. 1929 wurde sie von der Western Association of Motion Picture Advertisers zu einem von 13 WAMPAS Baby Stars gekürt. Bei der Wahl ging es um Schauspielerinnen, die am ehesten das Potential hätten, ein richtiger Star zu werden. Arthurs Karriere verlief sich jedoch in den folgenden Jahren. Eine Ausnahme bildete ihr Auftritt als Mörderin im Film The Greene Murder Case von 1930. Unzufrieden mit den ihr angebotenen Rollen, wechselte Arthur zum Theater und spielte zwischen 1932 und 1934 in fünf Broadway-Produktionen, wobei sie erstmals größeres Lob von Kritikern erhielt.
Ein Vertrag mit Columbia Pictures lockte sie wieder zurück zum Film. Ihren ersten größeren Erfolg feierte sie 1935 an der Seite von Edward G. Robinson in John Fords Stadtgespräch. Der Durchbruch gelang Arthur 1936 unter anderem mit ihren beiden Auftritten an der Seite von Gary Cooper in Mr. Deeds geht in die Stadt unter der Regie von Frank Capra und im Western Der Held der Prärie von Cecil B. DeMille, in dem Arthur als Calamity Jane neben Coopers Wild Bill Hickok zu sehen war. Frank Capra setzte sie noch zwei weitere Male ein, 1938 als das Mitglied einer exzentrischen Großfamilie in Lebenskünstler und 1939 in Mr. Smith geht nach Washington, in dem sie als Sekretärin einem jungen naiven Senator zur Seite steht. In beiden Filmen war James Stewart ihr Co-Star. Sie spielte weitere komödiantische Rollen, so etwa 1937 in Mitchell Leisens Mein Leben in Luxus an der Seite von Ray Milland und in Ein Ehemann zuviel von 1940 neben Fred MacMurray.

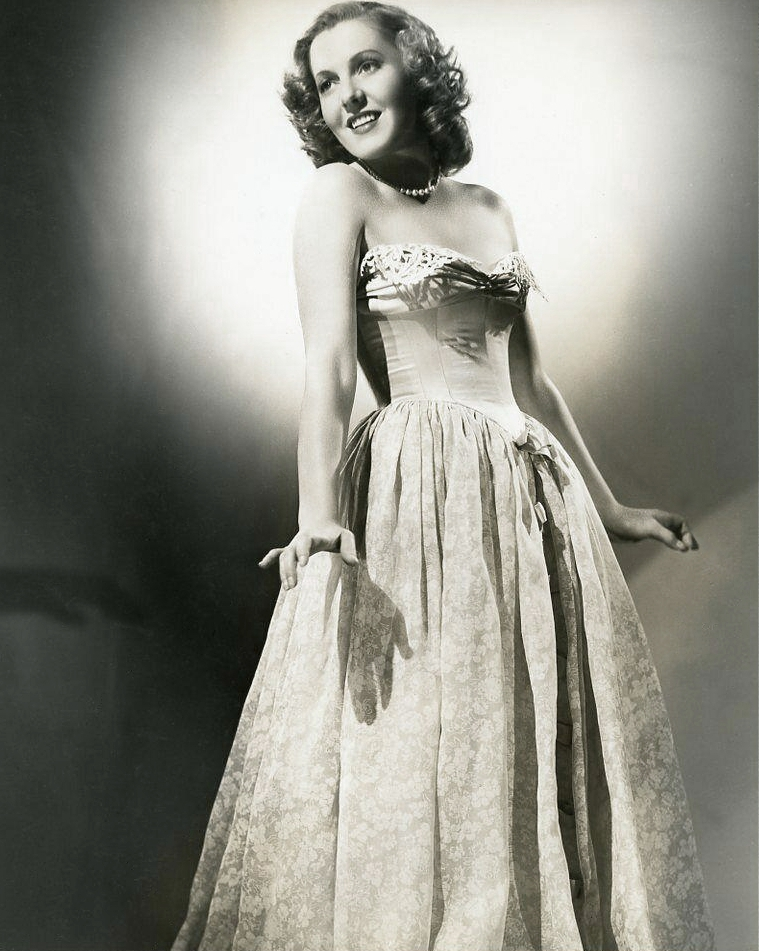
Jean Arthur in 1930er-Jahren

Arthur etablierte sich als eine der führenden Darstellerinnen der damals populären Screwball-Komödien. Laut ihrem Nachruf in der New York Times seien ihre besten Rollen „hartgesottene Karrierefrauen“ mit weichem Kern gewesen, die ihren männlichen Gegenpart zunächst vorführten und später bestärkten, wie etwa in Mr. Deeds geht in die Stadt und in Mr. Smith geht nach Washington. Der All Movie Guide verwies auf ihr Talent als Komödiendarstellerin, schnelle, witzige Wortgefechte mit anrührendem Pathos verbinden zu können. Neben den komödiantisch geprägten Rollen spielte sie unter der Regie von Frank Borzage 1937 im Melodram … und ewig siegt die Liebe an der Seite von Charles Boyer eine scheidungswillige Frau, die von ihrem despotischen Noch-Ehemann bedroht wird. 1939 verkörperte sie eine in den tiefsten Anden gestrandete Unterhaltungskünstlerin in Howard Hawks’ Abenteuerfilm S.O.S. Feuer an Bord mit Cary Grant als ihrem Filmpartner. Anfang der 1940er-Jahre erreichte sie den Höhepunkt ihrer Karriere mit zwei Komödien von George Stevens: in Zeuge der Anklage aus dem Jahr 1942 waren Cary Grant und Ronald Colman ihre Co-Stars, im darauffolgenden Jahr war sie neben Joel McCrea und Charles Coburn in Stevens’ Immer mehr, immer fröhlicher zu sehen. Für ihre Darstellung in Immer mehr, immer fröhlicher als Regierungsangestellte, die ihr Apartment im völlig überfüllten Washington der Kriegsjahre unfreiwillig an zwei Männer gleichzeitig untervermietet, war sie auf der Oscarverleihung 1944 für den Oscar als beste Hauptdarstellerin nominiert.
Die notorisch schüchterne Schauspielerin stritt sich während der Jahre bei Columbia ununterbrochen mit Studioboss Harry Cohn und war nach Ablauf ihres Vertrages mental so erschöpft, dass sie sich jahrelang aus Hollywood verabschiedete. Sie galt neben Greta Garbo als die zurückgezogenste Schauspielerin Hollywoods und lehnte fast alle Interview-Anfragen ab. Außerdem galt sie als sehr wählerisch in Bezug auf ihre Filmprojekte. Im Laufe der Jahre entgingen ihr dabei einige Rollen. So war Arthur unter anderem vorgesehen für die Hauptrollen in Sein Mädchen für besondere Fälle und Meine Schwester Ellen, die beide an Rosalind Russell gingen, sowie in Golden Boy und Hier ist John Doe, die schließlich von Barbara Stanwyck gespielt wurden. Die Rolle in dem späteren Broadway-Erfolg Born Yesterday gab sie 1946 kurz vor der Broadway-Premiere aufgrund angeblicher Erschöpfung auf, was ihrem Ersatz Judy Holliday den Durchbruch bescherte. 1938 war Arthur eine unter vielen Anwärterinnen auf die Rolle der Scarlett O’Hara in Vom Winde verweht, wovon auch Testaufnahmen mit ihr erhalten geblieben sind.
Nach vier Jahren Abwesenheit holte sie Billy Wilder im Jahr 1948 für seine Komödie Eine auswärtige Affäre nach Hollywood zurück, in der sie als prinzipientreue US-Kongressabgeordnete mit dem bezeichnenden Namen „Phoebe Frost“ Marlene Dietrich den Mann wegnimmt. 1950 war sie am Broadway in 312 Aufführungen in der Titelrolle von Leonard Bernsteins Musicalversion von Peter Pan zu sehen, an ihrer Seite spielte Boris Karloff Kapitän Hook. Ihre letzte Kinorolle spielte sie auf ausdrückliche Bitte von George Stevens in dem Westernklassiker Mein großer Freund Shane, der nach fast zwölfmonatiger Nachbearbeitung 1953 in den Verleih kam. 1965 stand sie für eine Gastrolle in der Serie Rauchende Colts nach zehn Jahren erstmals wieder vor der Kamera. Im Jahr darauf spielte sie ihre letzte Rolle als Anwältin in The Jean Arthur Show, doch die CBS-Serie litt nach Meinung von Kritikern unter allgemein schwachen Drehbüchern und wurde nach nur einer Staffel eingestellt. Von 1968 bis zu ihrem endgültigen Ruhestand in den 1970er-Jahren lehrte sie Schauspiel am Vassar College.
Die Schauspielerin war in Profilaufnahmen meist mit der linken Gesichtshälfte der Kamera zugewandt. Frank Capra und George Stevens haben die am Set oft schwierige, an Lampenfieber leidende Jean Arthur als eine ihrer Lieblingsschauspielerinnen genannt. Ein Stern auf dem Hollywood Walk of Fame, Höhe 6331 Hollywood Boulevard, erinnert an sie. 1928 heiratete sie einen Fotografen, doch die Ehe wurde nach nur einem Tag annulliert. Danach war die kinderlose Schauspielerin von 1932 bis 1949 mit dem Filmproduzenten Frank Ross verheiratet. Sie starb 1991 im Alter von 90 Jahren an Herzproblemen im kalifornischen Ort Carmel-by-the-Sea, wo sie ihren Ruhestand verbracht hatte.

## Filmografie (Auswahl)
- 1923: Der feindliche Gast (Cameo Kirby)
- 1925: Sieben Chancen (Seven Chances)
- 1926: Der Cowboykönig der kalifornischen Berge (Born to Battle)
- 1927: Hochzeitsreise (Horse Shoes)
- 1928: Sünden der Väter (Sins of the Fathers)
- 1929: Die Stimme aus dem Jenseits (The Canary Murder Case)
- 1930: Street of Chance
- 1930: Paramount-Parade (Paramount on Parade)
- 1934: Whirlpool
- 1935: Public Hero Number 1
- 1935: Party Wire
- 1935: Stadtgespräch (The Whole Town’s Talking)
- 1935: Diamanten-Jim (Diamond Jim)
- 1935: Wenn sie nur kochen könnte (If You Could Only Cook)
- 1936: Mr. Deeds geht in die Stadt (Mr. Deeds Goes to Town)
- 1936: Der Held der Prärie (The Plainsman)
- 1936: More Than a Secretary
- 1936: The Ex-Mrs. Bradford
- 1937: … und ewig siegt die Liebe (History Is Made at Night)
- 1937: Mein Leben in Luxus (Easy Living)
- 1938: Lebenskünstler (You Can’t Take It With You)
- 1939: S.O.S. Feuer an Bord (Only Angels Have Wings)
- 1939: Mr. Smith geht nach Washington (Mr. Smith Goes to Washington)
- 1940: Ein Ehemann zuviel (Too Many Husbands)
- 1940: Arizona
- 1941: Mary und der Millionär (The Devil and Miss Jones)
- 1942: Zeuge der Anklage (The Talk of the Town)
- 1943: Harte Burschen – steile Zähne (A Lady Takes a Chance)
- 1943: Immer mehr, immer fröhlicher (The More, The Merrier)
- 1944: The Impatient Years
- 1948: Eine auswärtige Affäre (A Foreign Affair)
- 1953: Mein großer Freund Shane (Shane)
- 1966: The Jean Arthur Show (Fernsehserie, zwölf Folgen)

## Auszeichnungen
- Oscarverleihung 1944 – Nominierung in der Kategorie Beste Hauptdarstellerin für Immer mehr – immer fröhlicher
- 1960: Stern auf dem Hollywood Walk of Fame (6333 Hollywood Blvd.)